# King (chanson)
Pour les articles homonymes, voir King.
Singles de Years and Years
Desire
(2014) Shine
(2015)
King est une chanson du groupe britannique Years and Years sorti en février 2015. Le titre est extrait de leur premier album Communion.

## Clip
Le clip vidéo est réalisé par Nadia. La chorégraphie est dirigée par le danseur américain Ryan Heffington.

## Classements
| Classement (2015)                           | Meilleure position |
| ------------------------------------------- | ------------------ |
| Allemagne (Media Control AG)                | 9                  |
| Australie (ARIA)                            | 9                  |
| Autriche (Ö3 Austria Top 40)                | 8                  |
| Belgique (Flandre Ultratop 50 Singles)      | 11                 |
| Belgique (Wallonie Ultratop 50 Singles)     | 17                 |
| Canada (Hot 100)                            | 80                 |
| Danemark (Tracklisten)                      | 6                  |
| Écosse (OCC)                                | 1                  |
| Espagne (PROMUSICAE)                        | 27                 |
| États-Unis (Dance/Electronic Digital Songs) | 14                 |
| États-Unis (Pop Airplay)                    | 37                 |
| Finlande (Suomen virallinen lista)          | 14                 |
| France (SNEP)                               | 40                 |
| Hongrie (Rádiós Top 40)                     | 19                 |
| Hongrie (Single Top 40)                     | 25                 |
| Irlande (IRMA)                              | 3                  |
| Italie (FIMI)                               | 21                 |
| Norvège (VG-lista)                          | 15                 |
| Nouvelle-Zélande (RMNZ)                     | 18                 |
| Pays-Bas (Nederlandse Top 40)               | 3                  |
| Pays-Bas (Single Top 100)                   | 5                  |
| Pologne (ZPAV)                              | 2                  |
| Tchéquie (IFPI Rádio)                       | 20                 |
| Tchéquie (IFPI Singles Digitál)             | 16                 |
| Royaume-Uni (UK Singles Chart)              | 1                  |
| Slovaquie (IFPI Rádio)                      | 5                  |
| Suède (Sverigetopplistan)                   | 28                 |
| Suisse (Schweizer Hitparade)                | 9                  |

## Certifications
| Région | Certification | Ventes/Streams |
| --- | ------------- | -------------- |
| Belgique (BEA) | Platine       | 20 000*        |
| Italie (FIMI) | Platine       | 50 000‡        |
| *Ventes selon la certification ^Mise en rayon selon la certification xNon précisé par la certification ‡ventes/streaming selon la certification |               |                |